# فرودگاه بین‌المللی سیالکوت
فرودگاه بین‌المللی سیالکوت (به انگلیسی: Sialkot International Airport) یک فرودگاه همگانی با کد یاتا SKT است که یک باند فرود آسفالت دارد و طول باند آن ۳۶۰۰ متر است. این فرودگاه در کشور پاکستان قرار دارد و در ارتفاع ۲۵۵ متری از سطح دریا واقع شده است.

## شرکت‌های هواپیمایی و مقصدهای پروازی

### مسافری
| شرکت‌های هواپیمایی           | مقصدهای پروازی                                                          |
| --------------------------- | ----------------------------------------------------------------------- |
| ایر عربیا                   | شارجه                                                                   |
| ایربلو                      | ملک خالد، اقبال لاهوری                                                  |
| هواپیمایی امارات            | دوبی                                                                    |
| فلای‌دبی                     | دوبی                                                                    |
| گلف ایر                     | بحرین                                                                   |
| هواپیمایی بین‌المللی پاکستان | ابوظبی، ملک فهد، بینظیر بوتو، ملک عبدالعزیز، جناح، کویت، مسقط، ملک خالد |
| هواپیمایی قطر               | حمد                                                                     |
| Salam Air                   | مسقط                                                                    |
| شاهین ایر                   | ملک عبدالعزیز، مسقط، شارجه                                              |
| Princely Jets               | چارتر: جناح، ملک عبدالعزیز                                              |

### باری
| شرکت‌های هواپیمایی | مقصدهای پروازی |
| ----------------- | -------------- |
| هواپیمایی قطر     | حمد            |